# 70-й гвардійський танковий полк (СРСР)
70-й гвардійський танковий Проскурівсько-Берлінський ордена Леніна, Червонопрапорний, ордена Кутузова полк імені Г. І. Котовського (70-й гв. тп, вч пп 60513) — одне з найстаріших військових формувань у Збройних силах СРСР.

## Історія формування
Після проголошення Радянської влади у жовтні 1917 року на Петроград вирушили козачі частини під орудою генерала П. М. Краснова. У ніч на 11 листопада (29 жовтня стар. стилем) 1917 року в Смольний, до П. Ю. Дибенка, був викликаний І. В. Яновський, який отримав доручення сформувати і очолити 1-й летючий броневий червоногвардійський загін. На ранок того ж дня загін був сформований, до його складу увійшли 6 броньовиків, близько 40 вантажівок зі станковими кулеметами і 20 мотоциклів з колясками, на яких були встановлені ручні кулемети. Серед інших до складу загону увійшов і броньовик, з якого у квітні 1917 року біля Фінляндського вокзалу виступав В. І. Ленін.
У липні 1918 року переформований у 2-й автоброневий дивізіон; з липня 1919 року — 47-й автоброневий загін; з 1926 року — 12-й автоброневий дивізіон; з 1932 року — 3-й механізований полк; з 1938 року — 44-й танковий полк; з вересня 1941 року — 65-й окремий танковий батальйон; з листопада 1941 року — 123-й окремий танковий батальйон; з липня 1943 року — 61-й гвардійський танковий полк прориву; з лютого 1944 року — 399-й гвардійський самохідний артилерійський полк; з 1945 року — 36-й гвардійський окремий важкий танковий полк; з 1957 року — 70-й гвардійський танковий полк.

## Бойовий шлях
У ніч на 12 листопада (30 жовтня) 1917 року 1-й летючий броневий червоногвардійський загін вирушив з Петрограда по шосе на Гатчину. На світанку того ж дня загін вступив у бій з частинами козаків генерала П. М. Краснова і одержав перемогу, яка змусила Краснова наступного дня скласти зброю.
У лютому 1918 року загін брав участь в боях з кайзерівськими військами під Псковом.
В роки радянсько-української війни та громадянської війни в Росії загін брав участь в боях під Полтавою і Кременчуком, згодом у складі 11-ї більшовицької армії здійснив важкий перехід з Ростова до Астрахані, брав участь в боях проти військ генерала А. І. Денікіна. У серпні 1920 року 47-й автоброневий загін відзначився в боях поблизу Каховки під час захоплення плацдарму, що відкривав шлях на Крим.

### Німецько-радянська війна
Початок німецько-радянської війни 44-й танковий полк 3-ї кавалерійської дивізії 5-го кавалерійського корпусу Київського особливого військового округу зустрів на західному кордоні СРСР. 22 червня 1941 року полк прийняв перший бій східніше Рави-Руської, в районі міста Великі Мости, нині Сокальського району Львівської області. З важкими боями відступав до Києва. У серпні 1941 року переформований у 65-й, а у листопаді — у 123-й окремий танковий батальйон Південно-Західного фронту.
З грудня 1941 року батальйон брав участь у боях на підступах до Москви у складі військ 1-ї ударної армії Західного фронту. З початком зимового наступу радянських військ полк з боями пройшов через Яхрому, Клин, Волоколамськ.
У липні 1943 року згідно директиви Генштабу РСЧА № 39561 відт 12.07.1943 року в Костеревському танковому таборі розпочаловсь формування 61-го гвардійського окремого танкового полку прориву, який у листопаді того ж року був включений до складу 4-го гвардійського механізованого корпусу. Під час боїв на Лівобережній Україні полк діяв на нікопольському напрямку.
Після чергового переформування полк, як 399-й гвардійський самохідний артилерійський, у складі 11-го гвардійського танкового корпусу 1-го Українського фронту пройшов з боями через Правобережну Україну. Особливо відзначився у боях за Старокостянтинів і Проскурів.
На заключному етапі війни брав участь у Вісло-Одерській і Берлінській наступальних операціях. На озброєнні мав САУ ІСУ-122.

### Повоєнний час
Після закінчення Другої світової війни полк залишився на території Німеччини у складі Групи радянських окупаційних військ. З 1945 року — 36-й гвардійський окремий важкий танковий полк.
У 1957 році вкотре був переформований у 70-й гвардійський танковий полк, що входив до складу 9-ї танкової дивізії 1-ї гвардійської танкової армії. Дислокувався в місті Цайтгайн (Саксонія).
У 1992 році виведений до Смоленська (Росія), де й був розформований.

## Нагороди і почесні найменування
| Нагорода                    | Номер і дата наказу (указу)                      | Короткий опис бойових заслуг |
| --------------------------- | ------------------------------------------------ | --- |
| Проскурівський              | 03.04.1944                                       | за відзнаку в боях з німецькими загарбниками за звільнення міста Проскурів |
| Берлінський                 | 11.06.1945                                       | |
| Орден Леніна                | Указ Президії Верховної Ради СРСР від 05.04.1945 | за зразкове виконання завдань командування в боях з німецькими загарбниками при вторгненні в межі Бранденбурзької провінції та виявлені при цьому звитягу і мужність |
| Орден Червоного Прапора     | Указ Президії Верховної Ради СРСР від 01.09.1944 | за зразкове виконання завдань командування в боях з німецькими загарбниками при форсуванні річки Вісли, за оволодіння містом Сандомир та виявлені при цьому звитягу і мужність |
| Орден Кутузова 3-го ступеня | Указ Президії Верховної Ради СРСР від 26.04.1945 | за зразкове виконання завдань командування в боях з німецькими загарбниками при прориві оборони німців на схід від міста Штаргард і оволодінні містами Бервальде, Темпельбург, Фалькенбург, Драмбург, Вангерін, Лабес, Фрайенвальде, Шіфельбайн, Регенвальде, Керлін та виявлені при цьому звитягу і мужність |
| імені Г. І. Котовського     | 1929                                             | |